# 프린스 에드워드 역
프린스 에드워드 역 (Prince Edward) 또는 타이지역 (중국어: 太子, 광둥어 예일: Taaijí)은 홍콩 MTR의 역으로, 가우룽 웡곡의 네이선 로와 프린스 에드워드 도서가 만나는 교차로 지하에 위치해 있다. 역명은 해당 도로명에서 따왔으며, 군통 선과 췬완 선이 지나가는 환승역이다. 역의 상징색은 보라색인데 역명에 걸맞게 황제의 색으로 취급되던 것으로 선정되었기 때문이다.
프린스 에드워드 역과 웡곡 역은 홍콩 지하철에서 가장 가까운 거리의 역이다. 두 역간의 거리가 400m에 불과하기 때문에, 한 역에서 다른 역으로 가는 데 걸리는 시간은 1분에 못 미친다.

## 역사
프린스 에드워드 역은 원래 군통 선과 췬완 선의 평면 환승이 가능한 역으로 설계되었다. 다만 1979년에 군통 선이 개통되었음에도 불구하고 사용되지는 않다가 1982년 5월 10일 취안완 선이 개통되고 나서야 문을 열었다. 개업 첫 주 동안 프린스 에드워드 역은 대합실이나 거리로 나가는 출구 없이 환승역으로만 운영되었다.

## 역 구조
프린스 에드워드 역은 반대 통행 평면 환승역이기 때문에, 군통 선 하행 방면 승강장은 췬완 선의 췬완 역 방면 승강장과, 췬완 선 하행 방면 승객은 군통 선 상행 방면 승강장과 맞닿아 있다. 웡곡 역도 평면 환승역이기는 하지만 올바른 방향으로 통행하도록 선로가 바뀌어 있으며, 두 역 사이를 오갈 때에는 열차의 선로 변경이 이뤄진다.
| G         | 지상                       | 출입구                              |
| L1        | 중앙홀                     | 고객서비스, MTR샵                   |
| L1        | 중앙홀                     | 자판기, ATM                         |
| L1        | 중앙홀                     | 옥토퍼스 카드 충전기                |
| L2 승강장 | 승강장 1                   | → 췬완선 췬완 방면 (삼서이보) →     |
| L2 승강장 | 섬식 승강장, 오른쪽문 열림 |                                     |
| L2 승강장 | 승강장 2                   | ← 군통선 웡보 방면 (웡곡)           |
| L3 승강장 | 승강장 4                   | ← 췬완선 중완 방면 (웡곡)           |
| L3 승강장 | 섬식 승강장, 왼쪽문 열림   |                                     |
| L3 승강장 | 승강장 3                   | → 군통선 티우겡렝 방면 (섹깁메이) → |

### 출입구
프린스 에드워드 역의 모든 출입구는 네이선 로의 한 블록 내에 위치해 있으며, 남쪽으로는 프린스 에드워드 로에서 북쪽으로는 플레잉필드 로까지 뻗어 있다. 프린스 에드워드 역은 애초에 정거장이 아닌 환승역으로만 지어졌기 때문에 출구가 일곱 개 뿐이다. 웡곡 역의 출입구가 14개인 것에 비하면 현저히 적은 수다.